# سنجاب ذهبي
السنجاب الأرضي يعيش في الأماكن الجبلية بين الاشجار في المنطقة الممتده من جنوب غرب كندا حتى المنحدرات الجنوبية لسلسلة جبال روكي.
يبلغ طول هذا السنجاب حوالي 20سم ويزن نحوا 270 غرام.
يتميز بلون راسه البرونزي وظهره الرمادي البني، وبطنه الأصفر البني.يعيش ضمن مستعمرات ولكن قد يشاهد منعزل في أحيان كثيرة، يتخذ له حجرا في الأرض ويخزن فيه طعامه.يتكون طعام هذا السنجاب من البذور والثمار وبعض الحشرات وبيض الطيور.
يقضي هذا النوع من السناجب (مثل اغلب أنواع السناجب) فترة سبات شتوي طويلة وعميقة تبدأ في تشرين الأول وتنتهي في نيسان. بعد هذا السبات الطويل تأتي فترة التكاثر تضع الأنثى ما بين 2 إلى 8 سنجاب صغيرة بعد فترة حمل قصيرة جدًا.